# 京阪260型電車
京阪260型電車（けいはん260がたでんしゃ）は、かつて京阪電気鉄道が所有していた電車（路面電車車両）の1形式。京都府・滋賀県に路線網を有する大津線系統（京津線、石山坂本線）で使用された。

## 導入
第二次世界大戦前に製造された旧型電車が使用されていた大津線の近代化を図るため、木造・半鋼製電車の200型の機器や台車を流用する形で1957年から1968年にかけて26両が製造された。全長14.9 m級、両側面に2箇所設置された乗降扉、貫通扉付きの前面3枚窓という車体形状は以降大津線に導入された高床式電車の標準型となった。また京津線の急行・準急用に投入されたため、製造当時の塗装は上半分と屋根がマンダリンオレンジ、下半分がカーマインレッドの京阪特急色であったが、屋根については当時の京阪特急車両と同様に1960年代中頃より後半に掛けて灰色塗装に改められている。
全車とも急勾配を有する京津線での使用を前提としているため、制動装置に発電ブレーキを備えていた。電気制動を常用していたため、制動時にも吊掛駆動音が発生していた。
製造当初の集電装置はポールを用いた。主電動機は200形から流用したデッカーおよび東洋電機製造製の直流直巻電動機である9-C形が廃車まで用いられた。
製造は4次に渡って行われ、以下のような差異があった。
- 1次車（261 - 267） - 1957年製。車体は両運転台、扉は片開きで、ナニワ工機が製造を手掛けた[1][13][16]。
- 2次車（268 - 273） - 1959年製。車体は両運転台、扉は両開きで、製造メーカーは日立製作所に変更された。先頭の運転台窓の形状が変更され、上部が開閉可能な2段スライド窓となった[1][13]。
- 3次車（274 - 279） - 1961年・1963年製。車体は片運転台、乗降扉は両開きで、製造メーカーは日立製作所[1][13][15]。
- 4次車（280 - 286） - 1968年製。車体は片運転台、乗降扉は両開きで、製造メーカーは近畿車輛。車体のウィンドウシルがなくなり、屋根上の前照灯も製造当初から2灯設置されていた[1][15]。

| 260形 主要諸元    | 260形 主要諸元 | 260形 主要諸元 | 260形 主要諸元 | 260形 主要諸元 | 260形 主要諸元 |
| 種別              | 1次車 | 1次車 | 2次車 | 3次車 | 4次車 |
| ----------------- | --- | --- | --- | --- | --- |
| 車両番号          | 261-266 | 267 | 268-273 | 274-279 | 280-286 |
| 製造年            | 1957年 | 1957年 | 1959年 | 1961年・1963年 | 1968年 |
| 製造所            | ナニワ工機 | ナニワ工機 | 日立製作所 | 日立製作所 | 近畿車輛 |
| 運転台 (製造時)   | 両運転台 | 両運転台 | 両運転台 | 片運転台 | 片運転台 |
| 乗降扉            | 片開き | 片開き | 両開き | 両開き | 両開き |
| ウィンドウシル    | 有 | 有 | 有 | 有 | 無 |
| 前照灯 (製造時)   | 1灯 | 1灯 | 1灯 | 1灯 | 2灯 |
| 台車 (1970年以降) | ブリル 27E-1 | ブリル MCB-2X | ブリル MCB-2X | ボールドウィン BW | ボールドウィン BW |
| 備考              | 269は1967年に台車を27E-1からMCB-2Xに変更 267は1970年に台車を27E-1からMCB-2Xに変更 281 - 286は1979年から1981年に台車をBWに変更 | 269は1967年に台車を27E-1からMCB-2Xに変更 267は1970年に台車を27E-1からMCB-2Xに変更 281 - 286は1979年から1981年に台車をBWに変更 | 269は1967年に台車を27E-1からMCB-2Xに変更 267は1970年に台車を27E-1からMCB-2Xに変更 281 - 286は1979年から1981年に台車をBWに変更 | 269は1967年に台車を27E-1からMCB-2Xに変更 267は1970年に台車を27E-1からMCB-2Xに変更 281 - 286は1979年から1981年に台車をBWに変更 | 269は1967年に台車を27E-1からMCB-2Xに変更 267は1970年に台車を27E-1からMCB-2Xに変更 281 - 286は1979年から1981年に台車をBWに変更 |

## 変更・改造
1957年の営業運転開始以降、260型は機器の交換、方向転換、塗装変更など幾多もの改造・変更が行われた。

### 車体・機器の改造
製造当初、260型の機器類は全て流用元の200型のものを使用していたが、1次車から3次車（261 - 279）の制御装置や制動装置に関しては1965年に大津線の機器統一を図るため、制御装置がそれまでの電空カム軸制御方式から電動カム軸制御方式に、制動装置が発電ブレーキ併用空気ブレーキから発電ブレーキ併用非常直通ブレーキ（SME）に変更された。その後製造された4次車（280 - 286）に関しては製造当初からこの仕様であった。
1970年8月には大津線の集電装置がポールからパンタグラフに変更され、260型にもポールに代わり東洋電機製造製のPT-4303A形パンタグラフが1台設置された。それに併せて運転台側の先頭窓が2段式になったほか、大津線の全列車が2両編成になったことにより261 - 269が片運転台化された。また、同年には267の台車がMCB-2X形に交換された。
1979年から1981年にかけて281 - 286は500型に改造されたが、その際に捻出したボールドウィン製台車（BW形）は261 - 266へ転用された。これにより、京阪電気鉄道創業時から使用されていた27E-1形台車を使用する旅客用車両は消滅した。
後述する1981年の方向転換後、両運転台で残っていた270 - 273も翌1982年に片運転台に改造され、全車とも2両固定編成で運行されるようになった。そのため、連結面の連結器が棒連結器に改造された。また同年以降は261 - 270に対して前照灯の改造（1灯→2灯）、正面運転台窓枠のHゴム化、貫通幌の撤去、貫通扉下部の通風口の設置などの工事が施された。

### 方向転換
京津線と石山坂本線が接続する浜大津駅（現：びわ湖浜大津駅）は、両線の直通列車のスイッチバック解消を始めとした運用上の不便の解消、浜大津交差点の混雑緩和、市街地整備などの目的から1981年4月12日に移設された。しかし、それによって京津線と石山坂本線では車両の向きが逆になり、両線を直通する場合連結や編成の組み換えができないことが予想された。そこで同年6月18日までに錦織工場に仮設されたターンテーブルを用いて方向転換が実施され、260形についても一部車両が対象となった。

### 塗装変更
281 - 286の車体を用いた改造車である500型は、京津線の優等列車用にも使用される車両ながら塗装は上半分が若草色（ライトグリーン）、下半分が青緑色（ダークグリーン）という一般色であった。これに合わせて260形についても1985年以降同様の塗装への変更が行われ、大津線から特急色は一時姿を消した。

## 廃車

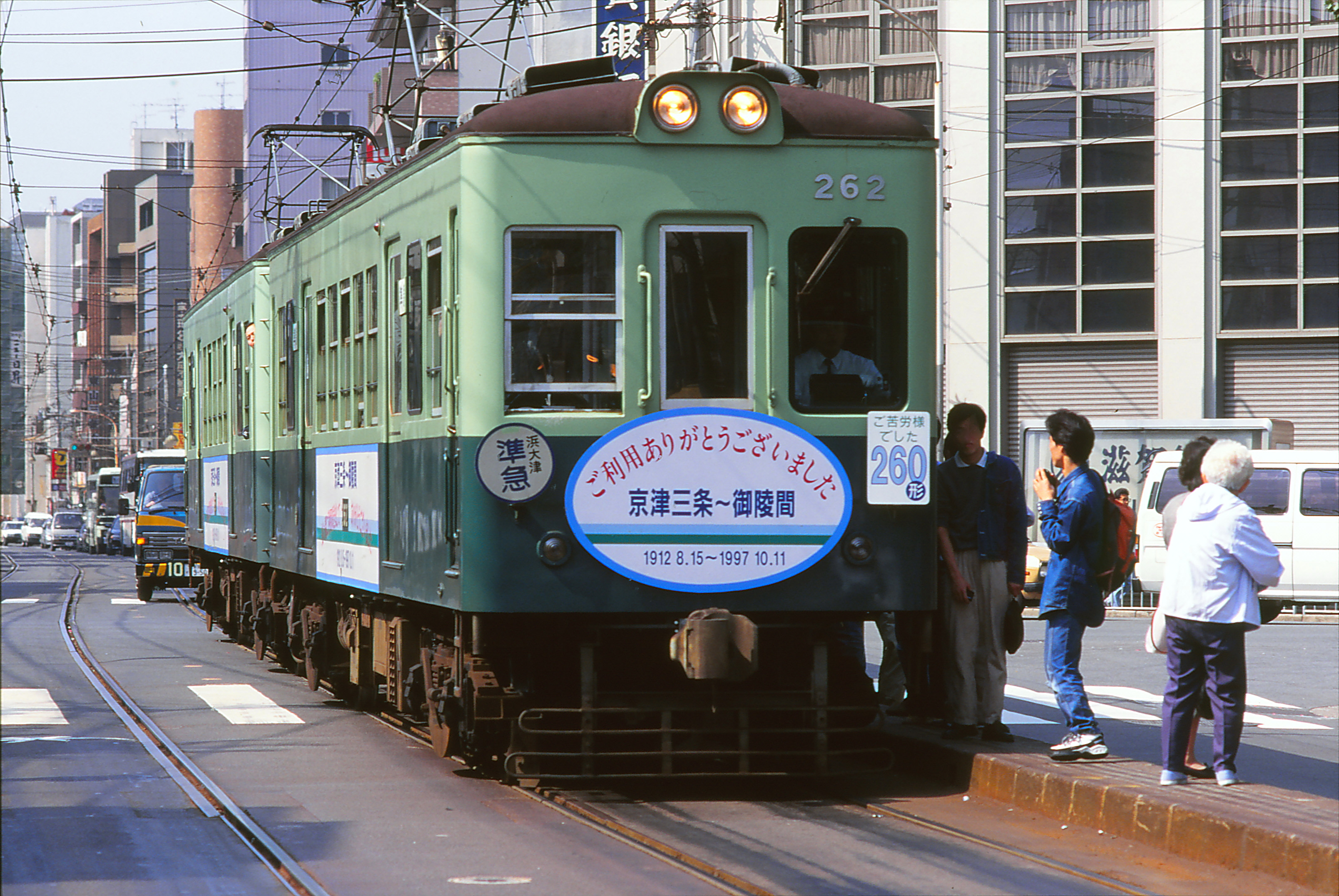
京津線部分廃止に合わせ専用のヘッドマークや装飾が施された260形（1997年10月11日撮影）

前述の通り281 - 286は1979年から1981年に500型へと改造され、両開き扉を有していた2次車・3次車についても大津線初の冷房車となった600形へ車体を供出するため廃車となった。そのため、600形の導入が完了した1988年以降残存したのは片開き扉を有していた1次車7両（261 - 267）と両開き扉の4次車1両（280）で、2両編成4本が組まれた。
その後もこれらの車両は大津線全線で使用されたが、冷房化の進展により1993年以降は朝夕のラッシュ時を中心とした運用となり、1997年10月12日の京津線部分廃止および大津線全線の直流1,500 Vへの昇圧に伴い全車廃車となった。そのうちトップナンバーである261 + 262編成には廃止区間のさよなら運転用のヘッドマークや装飾が施された。
形式消滅後、261と262のボールドウィン製台車はアメリカのシーショアー・トロリー博物館へ無償譲渡され、所有車両の動態復元に用いられている。
なお、車体を供出した先となる600・700形は、2023年時点でも在籍しており、置き換えの予定も発表されていない。

## 車歴
| 京阪260型 |                |                |                        |
| 車両番号  | 竣工日         | 廃車・改造日   | 備考                   |
| 261       | 1957年4月26日  | 1997年10月12日 |                        |
| 262       | 1957年4月26日  | 1997年10月12日 |                        |
| 263       | 1957年7月11日  | 1997年10月12日 |                        |
| 264       | 1957年7月11日  | 1997年10月12日 |                        |
| 265       | 1957年7月11日  | 1997年10月12日 |                        |
| 266       | 1957年7月11日  | 1997年10月12日 |                        |
| 267       | 1957年7月11日  | 1997年10月12日 |                        |
| 268       | 1959年8月1日   | 1988年7月4日   | 車体は600形(620)へ流用 |
| 269       | 1959年8月1日   | 1987年7月4日   | 車体は600形(615)へ流用 |
| 270       | 1959年8月31日  | 1987年7月4日   | 車体は600形(616)へ流用 |
| 271       | 1959年8月31日  | 1988年4月19日  | 車体は600形(617)へ流用 |
| 272       | 1959年12月     | 1988年4月19日  | 車体は600形(618)へ流用 |
| 273       | 1959年12月     | 1988年7月4日   | 車体は600形(619)へ流用 |
| 274       | 1961年4月26日  | 1987年4月17日  | 車体は600形(613)へ流用 |
| 275       | 1961年4月26日  | 1986年7月4日   | 車体は600形(611)へ流用 |
| 276       | 1961年4月26日  | 1986年7月4日   | 車体は600形(612)へ流用 |
| 277       | 1963年6月3日   | 1986年4月22日  | 車体は600形(609)へ流用 |
| 278       | 1963年6月3日   | 1986年4月22日  | 車体は600形(610)へ流用 |
| 279       | 1963年6月3日   | 1987年4月17日  | 車体は600形(614)へ流用 |
| 280       | 1968年7月23日  | 1997年10月12日 |                        |
| 281       | 1968年7月23日  | 1981年6月30日  | 500型(505)へ改造       |
| 282       | 1968年7月29日  | 1981年6月30日  | 500型(506)へ改造       |
| 283       | 1968年7月29日  | 1981年6月12日  | 500型(503)へ改造       |
| 284       | 1968年11月18日 | 1981年6月12日  | 500型(504)へ改造       |
| 285       | 1968年11月18日 | 1981年3月29日  | 500型(501)へ改造       |
| 286       | 1968年11月27日 | 1981年3月29日  | 500型(502)へ改造       |